# Вознесенський собор (Конотоп)
Вознес́енський кафедра́льний собо́р у Коното́пі — церква Вознесіння Господнього, хрещата, однобанна, з чотириколонними портиками на фасадах та з півкруглою апсидою. Контролюється УПЦ МП.
Збудована в пізньокласицистичних архітектурних формах. Дзвіниця не збереглася.

## Історія

### Сорокосвятська церква (XVII сторіччя)
Загиблих в Конотопській битві козаків з обох сторін поховали в одній братській могилі, а на її місці поставили церкву на честь 40-ка мучеників Севастійських. Сьогодні на цьому місці знаходиться Конотопський Вознесенський кафедральний собор, який люди за традицією і досі називають Сорокосвятською церквою.
Лівобережний гетьман Іван Брюховецький писав у 1667 році до Москви, що готовий «царя и веры ради православныя избиенных от татар, где мощи под Конотопом лежаще, составити храм четыредесять мучеников и на тот храм и древья уже несколько тысячей высечь велел. Только надо его царского преств. величества и из казны вспоможения и на колокола, чтоб великий государь пожаловал две пушки, которые лежат в казне».
Церква ця була збудована, оскільки в акті 1699 року читаємо, що козацький старшина Андрій Лизогуб купив в Конотопі «плецы» — «озле гребли меской над берегом в парафии Сорокосвяцкой». Церква була збудована у передмісті Дрижчовка, яке «мескою греблею» була з'єднана з другим передмістям — Загребеллям, частиною Конотопу, котра знаходилася на іншому, правому березі річки Єзуч.

### «Кандибівська» Сорокосвятська церква (XVIII сторіччя)
На кошти Данила Кандиби, представника роду конотопської старшини XVIII ст. на місці церкви XVII ст. була збудована нова дерев'яна церква в ім'я Сорока мучеників. Зберігся лист Київського Митрополита Тимофія до Данила Кандиби з приводу освячення нового храму, датований 27 грудня 1751. Цю церкву у народі назвали кандибівською і простояла вона до будівництва Вознесенської церкви.

### «Драгомирівська» церква в ім'я Вознесіння Господнього (XIX сторіччя)
Церква в ім'я Вознесіння Господнього була збудована в період з 1824 по 1846 року взамін «кандибовської» Сорокосвятської Іваном Драгомировим (батьком генерала Драгомировим М. І.), замість старої дерев'яної «чотирьохдесяти мучеників» церкви, була збудована мурована Вознесенська (в народі Драгомирівська) церква з приділом Сорока мучеників та дзвіницею.

### Радянські часи
Після встановлення у 1919 році окупаційної радянської влади, почалися гоніння на релігію та церкву. У 1920-30 роках церкву було закрито, школу та будівлі парафії націоналізовано. Церковні реліквії та начіння були розграбовані. Неподалік від церкви на болоті р. Єзуч було привселюдно спалено ікони.
У 1920- рр. був понищений склеп Драгомирових, вхід до склепу замурували, в такому вигляді він простояв до 1960-х років, коли знадобилась площа для будівництва тиру і склеп було остаточно зруйновано. Що сталося з рештками родини Драгомирових — невідомо. Відновлене поховання Драгомирова  було у 1970-х роках, у зв'язку  з приїздом у Конотоп болгарської делегації. Надмогильна плита з поховання генерала зайняла своє місто біля церкви, але  місце зруйнованого склепу  достеменно невідоме.
У 1940 році за вказівкою влади почався демонтаж храму та дзвіниці, аротягом 1940—1941 років були розібрані купол та світловий барабан церковної бані, дзвіниця була розібрана на цеглу. Повному знищенню завадило вторгнення гітлерівської Німеччини і німецька окупація. Захопивши Конотоп у вересні 1941 року, німці дозволили проводити службу у всіх чотирьох збережених на той час конотопських церквах. На поневіченій Вознесенській церкві, на заміну втраченого куполу, було встановлене тимчасове дерев'яне шатрове накриття. Після захоплення міста військами СРСР, служби у храмі тривали, церкву не було закрито. Однак, влада обмежувала діяльність церкви та її вплив на людей.
З відновленням української незалежності, 1992 року, церква була відреставрована за проектом Сумського КАРВ інституту «Укрпроектреставрація», було відновлено світловий барабан та купол. Храму було повернуто історичний вигляд.

## Виноски
1. ↑  «Карти старого міста розповідають. До історії церков на Конотопщині» [Архівовано 24 червня 2010 у Wayback Machine.] Автор: Олександр Євтушенко
2. ↑  Державний архів Сумської області. ФР-4259, оп.2, спр.30, арк.7.